# Haystack Mountain, New South Wales
Haystack Mountain är ett berg i Australien. Det ligger i regionen Kyogle och delstaten New South Wales, i den sydöstra delen av landet, omkring 600 kilometer norr om delstatshuvudstaden Sydney. Toppen på Haystack Mountain är 638 meter över havet.
Runt Haystack Mountain är det mycket glesbefolkat, med 2 invånare per kvadratkilometer.. Närmaste större samhälle är Bonalbo, omkring 18 kilometer sydost om Haystack Mountain.
I omgivningarna runt Haystack Mountain växer i huvudsak städsegrön lövskog. Genomsnittlig årsnederbörd är 1 387 millimeter. Den regnigaste månaden är januari, med i genomsnitt 260 mm nederbörd, och den torraste är oktober, med 36 mm nederbörd.